# ریداکولا
ریداکولا (به لاتین: Riidaküla) یک منطقهٔ مسکونی در استونی است که در دهستان اماسته واقع شده‌است.